# Université de la Polynésie française
Pour les articles homonymes, voir UPF.
 (mai 2016).
L’université de la Polynésie française est une université française située à Punaauia, à Tahiti, en Polynésie française.
En 2017, l'université compte environ 4 000 étudiants.

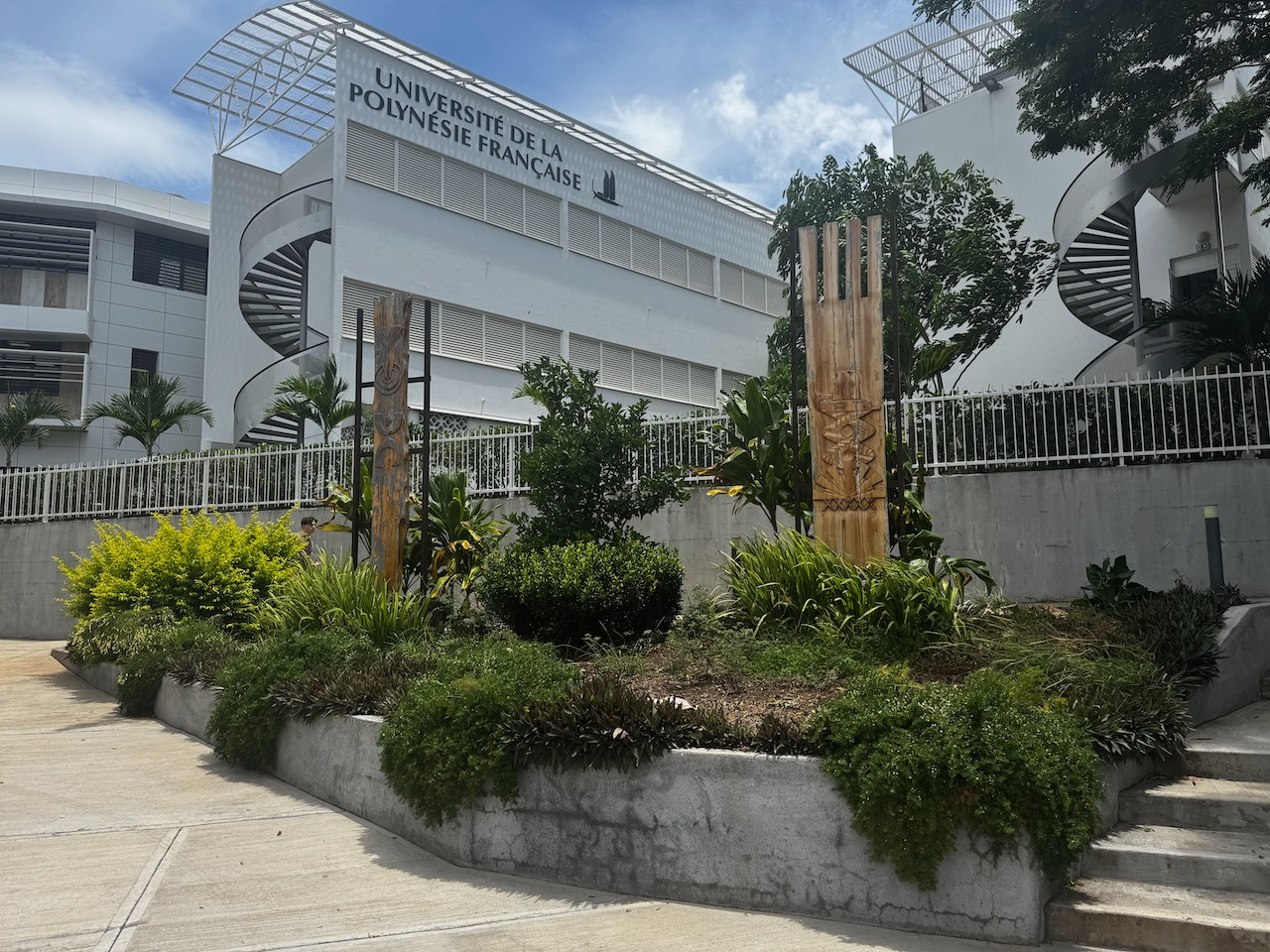
Universite de la Polynésie française (UPF).

## Histoire

### Historique
Créée par le décret no 87-360 du 29 mai 1987, l'université s'appelait au départ université française du Pacifique et était divisée en deux sites, l'un situé en Nouvelle-Calédonie (devenu université de la Nouvelle-Calédonie) et l'autre à Tahiti, le siège administratif de l'université étant lui à Papeete. Les deux centres sont devenus des établissements autonomes par le décret no 99-445 du 31 mai 1999,.

### Présidents
| Portrait                                                               | Identité                            | Période | Période          | Durée         |
| Portrait                                                               | Identité                            | Début   | Fin              | Durée         |
| ---------------------------------------------------------------------- | ----------------------------------- | ------- | ---------------- | ------------- |
| Pas de portrait sous licence libre disponible pour Pierre Vérin.       | Pierre Vérin (1934 - 2010)          | 1996    | 1999             | 3 ans         |
| Pas de portrait sous licence libre disponible pour Sylvie André.       | Sylvie André (d) (née en 1952)      | 2001    | 2005             | 4 ans         |
| Louise Peltzer                                                         | Louise Peltzer (née en 1946)        | 2005    | 2011 (démission) | 6 ans         |
| Pas de portrait sous licence libre disponible pour Éric Conte.         | Éric Conte (en) (né en 1956)        | 2011    | 2017             | 6 ans         |
| Pas de portrait sous licence libre disponible pour Patrick Capolsini.  | Patrick Capolsini (d) (né en 1964)  | 2017    | 2025             | 8 ans         |
| Pas de portrait sous licence libre disponible pour Jean-Paul Pastorel. | Jean-Paul Pastorel (d) (né en 1959) | 2025    | En cours         | moins d’un an |

## Recherche

### Laboratoires de recherche

#### L’Unité mixte de recherche écosystèmes insulaires océaniens [UMR - EIO 241]
L’UMR-EIO est centrée sur l’analyse des interactions entre l’homme et son environnement dans les écosystèmes insulaires océaniens. Elle regroupe des enseignants-chercheurs et des chercheurs de 4 organismes de recherche : l’université de la Polynésie française (UPF), l’institut français de recherche pour l’exploitation de la mer (Ifremer), l’Institut de recherche pour le développement (IRD) et l’Institut Louis Malardé (ILM).

#### Gouvernance et développement insulaire [GDI: EA 4240]
Ce laboratoire regroupe les chercheurs en sciences de la société (droit, économie, gestion, histoire, géographie) autour des notions de « gouvernance » et de « développement insulaire » en Polynésie et dans le Pacifique.

#### Géopôle du Pacifique Sud [GEPASUD: EA 4238]
Ce laboratoire de géophysique et d’informatique (Géopôle du Pacifique sud) concentre ses travaux sur la géodésie, les enveloppes fluides de la Terre (océanographie, atmosphère, hydrologie), les techniques de télédétection, de traitement d’images, d’apprentissage machine, de sécurité informatique et les énergies renouvelables.

#### Géométrie algébrique et applications à la théorie de l’information» [GAATI: EA 3893]
Le GAATI est l’unique laboratoire de mathématiques en Polynésie française. Ses principaux thèmes de recherches sont la géométrie algébrique sur les corps finis, la théorie des nombres et les applications modernes et porteuses de ces deux domaines en théorie de l’information, notamment, en cryptographie, codes correcteurs d’erreurs et algorithmique.

#### Équipe d’accueil sociétés traditionnelles et contemporaines en Océanie [EASTCO: EA 4241]
L’équipe EASTCO a pour principal champ d’étude les cultures et sociétés polynésiennes. Elle comprend quatre axes de recherche : l’axe 1 « Fondements culturels», l’axe 2 « Rencontres », l’axe 3 « Expressions » et l’axe 4 « Transmissions ».

#### Le centre international de recherches archéologiques sur la Polynésie [CIRAP]
Le CIRAP associe quatre institutions partenaires : l’UPF, l’université Paris I Panthéon-Sorbonne, l’université de Californie-Berkeley et l’Université d’Auckland. Il a pour objectif de faire progresser les connaissances sur le passé pré-européen de la Polynésie en fédérant les efforts de plusieurs institutions et chercheurs travaillant dans la région. Pour cela, des programmes de recherche communs sont menés sur les différents archipels. Mais le CIRAP apporte également son concours et est associé à des projets conduits par d’autres institutions métropolitaines ou du Pacifique. Il contribue également à la formation à la recherche par la recherche en accueillant des étudiants en stage de master, des doctorants et des post-doctorants.

#### L’Observatoire géodésique de Tahiti [OGT]
Depuis 1997, Tahiti est un site de référence géodésique fondamental pour la poursuite des satellites d’étude de la Terre à des fins océanographiques, géodynamiques et géophysiques grâce à l’installation d’une station de poursuite de satellites par laser sur le campus de l’UPF et les systèmes de radio-positionnement ancillaires, ainsi qu’un réseau de cinq marégraphes géodésiques déployés sur l’ensemble de la Polynésie française, constituent l’Observatoire Géodésique de Tahiti (OGT), qui est une Fédération de Recherches (FED) entre le Centre national d’études spatiales (CNES), le laboratoire GEPASUD de l’UPF et la NASA.

#### La Maison des sciences de l’homme du Pacifique [MSHP] [USR 2003 - CNRS/UPF]
La M.S.H.P est une Unité de Service et de Recherche (USR-2003) créée officiellement le 1er janvier 2017 par l’UPF et le CNRS. Membre du Réseau national qui réunit les 23 MSH françaises, celle du Pacifique est la première hors du territoire de l’Hexagone et donc en Outre-mer. Conçue comme un « hôtel à projets », la MSH-P favorise le montage et soutient des projets associant institutions métropolitaines, étrangères et locales sur tous les domaines des sciences de l’Homme. Elle accueille des chercheurs invités, des doctorants et des post-doctorants.

### École doctorale du Pacifique
Les universités de la Polynésie française et de la Nouvelle-Calédonie disposent d’une école doctorale pluridisciplinaire commune. Instance de formation pour les étudiants en thèse, l’école doctorale fédère des laboratoires de recherche reconnus intra et extra- universitaires, développe des actions de formation pour et par la recherche, délivre le doctorat et dispose tous les ans de contrats doctoraux permettant de financer les études de certains doctorants.
43 doctorants étaient inscrits à l'EDP en 2017-2018.

## INSPE de la Polynésie française
Dans le cadre de la collaboration tripartite entre l’université, le vice-rectorat et le ministère de l’Éducation de Polynésie française, l’Institut National Supérieur du professorat et de l’éducation (INSPE) prépare notamment aux concours de recrutement de professeurs du premier degré et enseignants du second degré (en alternance, CAPES d’anglais, histoire-géographie, lettres, mathématiques et tahitien-lettres) dans le cadre des masters Métiers de l’enseignement, de l’éducation et de la formation (MEEF). Dans la continuité, pour les lauréats des concours, l’INSPE organise et assure, en deuxième année, les actions de formation initiale des fonctionnaires-stagiaires des masters MEEF.

## Institut Confucius
L’UPF accueille depuis 2013 le seizième Institut Confucius de France qui compte en 2020 plus de 200 inscrits.
Les cours de mandarin de l’Institut Confucius sont ouverts depuis 2014 en tant que langue vivante étrangère au même titre que l’anglais ou l’espagnol aux étudiants en licence et master de droit — option science politique — économie et gestion (DEG) — spécialité management commerce international —, lettres, langues et sciences humaines (LLSH) — option science politique — hors master LCSO et en DUT.
Les étudiants qui ne sont pas dans ces filières peuvent également suivre les cours de mandarin gratuitement en tant que candidat libre. Le programme de l’Institut Confucius est de 24 heures de cours par semestre, ce qui représente en moyenne trois heures par semaine.

## Bibliothèques

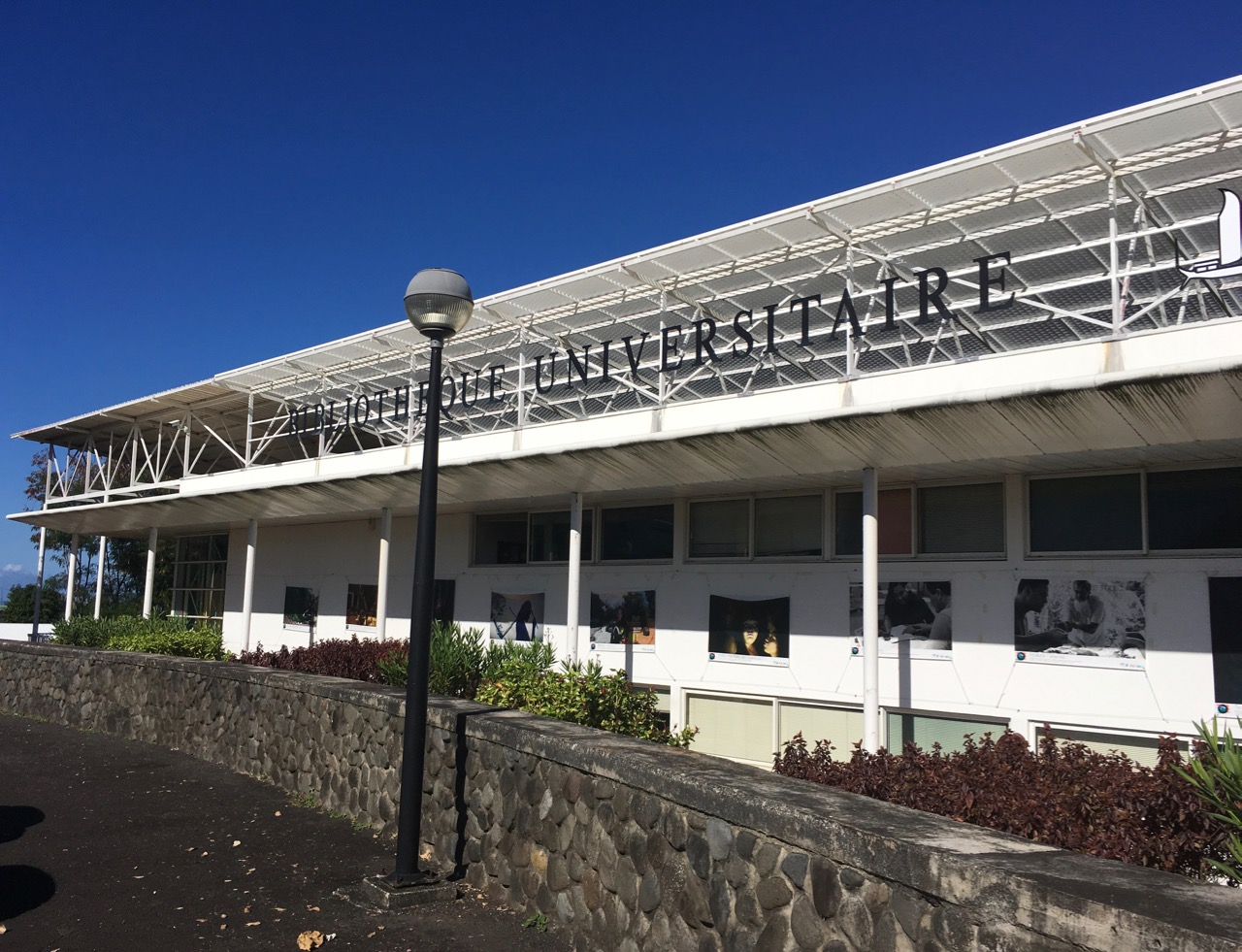
Bibliothèque universitaire UPF.

L’université offre, à travers ses deux bibliothèques et sa documentation numérique, de nombreuses ressources : 90 000 livres, 52 000 livres numériques, 150 revues imprimées, 42 000 revues numériques, 2 200 DVD. Cet ensemble documentaire est le plus important de Polynésie française.

## Vie étudiante

### Évolution démographique
| 2000  | 2001  | 2002  | 2003  | 2004  | 2005  | 2006  | 2007  |
| ----- | ----- | ----- | ----- | ----- | ----- | ----- | ----- |
| 1 765 | 1 960 | 2 143 | 2 250 | 2 321 | 2 400 | 2 547 | 2 542 |

| 2008  | 2009  | 2010  | 2011  | 2012  | 2013  | 2014  | 2015  |
| ----- | ----- | ----- | ----- | ----- | ----- | ----- | ----- |
| 2 954 | 3 243 | 3 133 | 2 979 | 3 127 | 3 415 | 3 486 | 3 633 |

| 2016  | 2017  | 2018  | 2019  | 2020  | 2021  | 2022  | - |
| ----- | ----- | ----- | ----- | ----- | ----- | ----- | - |
| 3 365 | 3 098 | 2 918 | 2 972 | 3 033 | 3 139 | 2 669 | - |

Le graphique qui aurait dû être présenté ici ne peut pas être affiché car il utilise l'ancienne extension Graph, désactivée pour des questions de sécurité. Des indications pour créer un nouveau graphique avec la nouvelle extension Chart sont disponibles ici.